# Мохнатые хрущики
Мохнатые хрущики, или глафириды (лат. Glaphyridae) — семейство скарабеоидных жуков. В составе 5 современных родов с приблизительно 70 видами хорошо летающих жуков, которые часто встречаются вблизи цветов или листвы растений, либо летающими над песчаными местами. Жуки большинства видов ярко окрашенные и мохнатые, из-за чего представители некоторых видов внешне напоминают пчёл или шмелей. 

## Распространение
Современные виды распространены повсеместно, но более широко представлено в Голарктическом регионе.

## Описание
Имаго длиной 6—20 мм. Тело удлинённое, имеющее окраску от кирпичного цвета до чёрного, часто с металлическим отблеском; его покрывают длинные волоски, которые в зависимости от вида могут иметь разную окраску: белую, жёлтую, оранжевую, красную, коричневую или чёрную.
Голова загнутая вниз. Усики 10-члениковые с 3-члениковой булавой, все членики которой в мелких волосках. Глаза с эуконическим омматидием, полностью или частично разделённые кантусом (углом глазной щели). Щиток обычно простой, передний край с или без зубчика. Лябрум (верхняя губа) выемчатая, усечённая или округлая, выступающей за вершину щитка, выпуклая. Мандибулы выходят за вершину верхней губы, выпуклые. Максиллы усечённые, с 4- или 5-члениковыми пальпами (щупиками). Лабиум (нижняя губа) с четырёх-члениковыми щупикам.
Переднеспинка выпуклая, иногда почти квадратная, обычно густо точечная и щетинистая, без бугорков, рёбер, рогов или килей. Надкрылья удлинённые, часто утончённые и зияющие на вершине, без щетинок. Пигидий обычно видимый за надкрыльями. Скутеллум голый, U-образный или треугольный.

## Палеонтология
Древнейшие глафириды известны из раннего мела. Всего описано 3 ископаемых рода и 15 ископаемых видов глафирид.

## Экология
Личинки свободно живущие на песчаных в прибрежных местностях или на береговых дюнах, где питаются на гниющей опавшей листве и детритом, попавшим на песок. Личинки Lichnanthe vulpina в некоторых районах США могут быть вредителями на клюквенных болотах.